# Mercallo
Mercallo est une commune italienne de la province de Varèse dans la région Lombardie en Italie.

## Toponyme
Provient du latin mercatus, de mercatalis avec le sens du mot «marché».

## Administration
| Période                                  | Période  | Identité                | Étiquette | Qualité |
| ---------------------------------------- | -------- | ----------------------- | --------- | ------- |
| 14/6/2004                                | En cours | Enrica Pravettoni Zappa |           |         |
| Les données manquantes sont à compléter. |          |                         |           |         |

### Hameaux
C.na Mirabella, Monte del Porto, C.na Boga, C.na Bellingera, Campaccio, Monte della Croce